# 拉雷库埃哈
拉雷库埃哈，是西班牙卡斯蒂利亚-拉曼恰自治区阿尔瓦塞特省的一个市镇。 总面积30km², 总人口320人（2001年），人口密度11人/km²。